# Cachexie aqueuse
 Mise en garde médicale
La cachexie aqueuse est une maladie parasitaire du mouton provoquée par Dicrocoelium dendriticum, ou petite douve du foie.
Elle est caractérisée par une anémie, et l'apparition d'œdèmes temporaires. L'hôte meurt par épuisement.